# Ricardo Quintela
Ricardo Clemente Quintela (La Rioja, 16 de marzo de 1960) es un político y contador público argentino perteneciente al Partido Justicialista. Es el actual gobernador de la Provincia de La Rioja. Fue reelecto en 2023 para gobernar la Provincia de La Rioja hasta el año 2027.

## Biografía

### Comienzos
Ricardo Clemente Quintela nació en la ciudad de La Rioja en 1960. Comenzó a militar  en la juventud del Movimiento de Integración y Desarrollo en 1983 y luego en la Juventud Peronista, ejerciendo cargos públicos desde 1985.
Fue secretario de Deportes, presidente de la Juventud Peronista del Departamento Capital de la provincia en 1986 y presidente de la Juventud Peronista de la provincia en 1988. En el gobierno de la provincia de La Rioja fue subsecretario de la Juventud de la (1987-1991) y secretario de Asuntos del Interior (1991-1993). 
Luego fue diputado provincial por el Departamento Capital (1993-1997), diputado nacional por La Rioja (1997-2003) e intendente de la Ciudad de La Rioja (2003-2015). Fue diputado provincial por el Departamento Capital entre 2017 y 2019.

### Gobernador de La Rioja

#### Primera gestión (2019-2023)
En 2019 se presentó en las elecciones provinciales como candidato a la gobernación de su provincia natal por el Frente de Todos, y resultó elegido superando a su adversario Julio Martínez.
Durante su primera gestión en el período 2019-2023, las políticas públicas implementadas en la provincia consolidaron la menor tasa de desempleo, el menor índice de desigualdad social (coeficiente de Gini), el mayor número de propietarios de viviendas, una mayor conectividad a internet, un mayor empleo privado (especialmente en la construcción), mayor superficie cultivable, establecimiento de industrias y el fortalecimiento de empresas estatales vinculadas a la producción y servicios. Durante el año 2023 se observó un proceso de crecimiento del empleo industrial en la provincia, con la recuperación de1800 puestos de trabajo en el sector industrial la creación de 2500 puestos más solo en el sector textil con inversiones en el sector 115 millones de dólares.
Durante su gobernación se expandió el Parque Eólico Arauco, se llevó a cabo el anillo energético que incluye una línea entre La Rioja y Chilecito; y otra entre Chamical y Chepes.

#### Segunda gestión (2023-presente)
En las elecciones del 7 de mayo del 2023, Ricardo Quintela fue reelecto como gobernador de La Rioja. Obtuvo el 50,6% de los votos, mientras que en segundo lugar quedó Diego Felipe Álvarez  de  Juntos por el Cambio, quien obtuvo un 31,9%  de los votos. En tercer lugar quedó el candidato de La Libertad Avanza, Martín Menem, con un 15,6%.
Ricardo Quintela, presentó una acción declarativa de certeza ante la Corte Suprema de Justicia solicitando la inconstitucionalidad del Decreto de Necesidad y Urgencia (DNU) 70/2023 emitido por Javier Milei, que entró en vigencia el 29 de diciembre de 2023. Esta medida, según Quintela, genera perjuicios irreparables a los derechos y valores fundamentales consagrados en la Constitución Nacional y la Convención Americana sobre Derechos Humanos.La Corte Suprema de Justicia de la Nación recibió la demanda de Quintela, pero pospuso su pronunciamiento hasta después de la feria judicial de enero. Finalmente, su demanda resultó desestimada por la Justicia por unánimidad.
Para el año 2024, Quintela impulsó una asamblea constituyente multipartidaria para modernizar la constitución provincial que entre otras cuestiones propuestas por el gobernador estaba la periodicidad del mandato de jueces, periodicidad de mandatos en ámbitos parlamentarios, mejoras en la coparticipación de los municipios, la creación de regiones del territorio provincial, ampliación de derechos y garantías,  la protección de recursos naturales, el límite al gasto político, la prohibición de reelección indefinida de intendentes y legisladores limitando a sola una reelección.
En enero de 2024, fue autorizado por la legislatura a emitir una cuasimoneda denominada Bonos de Cancelación de Deuda (Bocade), por 22 500 millones de pesos, que se utilizaron para abonar una parte de los sueldos del personal de alta jerarquía del gobierno provincial y que vencieron el 31 de diciembre de 2024. La justificación de la creación de esta cuasimoneda residió en el reclamo de Quintela por la deuda que el gobierno nacional mantenía con La Rioja por fondos coparticipables. Ante esta medida, el presidente de la Nación, Javier Milei, se limitó a aclarar que el gobierno no garantizaría esta cuasimoneda.
Controversias
En marzo del 2023,  Quintela tildó de “vagos de mierda” a manifestantes que lo confrontaban. Posteriormente el gobernador pidió disculpas públicas a través de sus redes sociales por sus dichos.
En 2024 comenzó su segunda gestión cuestionando las medidas que anunciaba el gobierno nacional y la amenaza de la intervención federal de la provincia fue expresada por diversos actores libertarios.

## Vida privada
Está casado con la madre de sus hijos Gabriela Pedrali.
En el año 2013, recibió en la clínica Suizo Argentina la colocación de stents coronarios mediante angioplastia. intervención que fue llevada a cabo por el pionero argentino Luis De Fuente, tras recibir un cateterismo diagnóstico con el mismo médico.